# Slag bij El Obeid
De Slag bij El Obeid of de Slag bij Shaykan vond plaats op 3 tot 5 november 1883 in de bossen van Shaykan, niet ver van de stad El Obeid in Soedan. Een Egyptisch leger onder aanvoering van de Britse officier William Hicks stond tegenover de volgers van de zelfverklaarde mahdi Mohammed Ahmad ibn Abd Allah.

## Verloop
De Egyptische gouverneur  Rauf Pasha vroeg Britse steun om de opmars van de mahdi Mohammed Ahmad in Soedan, een deel van het Kedivaat Egypte, te stoppen. De gepensioneerde kolonel, die ervaring had in India en Abessinië,  William Hicks, kreeg een troepenmacht van voornamelijk gedetineerden toegewezen, die weinig neiging toonden tot vechten.
In de zomer van 1883 had mahdi Mohammed Ahmad, El Obeid veroverd, 200 mijl verwijderd vanwaar de troepen van Hicks waren gelegerd. Met 5000 kamelen transporteerden het Brits-Egyptische leger hun logistieke voorraad. Na 50 dagen kwamen ze ofwel per ongeluk of door opzet vast te zitten in de bossen van Shaykan en werden ingesloten door de troepen van de mahdi. Twee dagen hield het Brits-Egyptische leger stand, waarna ongeveer een derde van de Egyptische soldaten zich overgaf, terwijl alle officieren werden gedood, waaronder Hicks. Zijn hoofd werd afgehakt en geschonken aan de mahdi.